# My Senpai Is Annoying
My Senpai Is Annoying (jap. 先輩がうざい後輩の話 Senpai ga uzai kōhai no hanashi) – manga autorstwa Shiro Manty, publikowana od 2017 roku do lipca 2024 w magazynie internetowym „Comic POOL” wydawnictwa Ichijinsha.
Na podstawie mangi studio Doga Kobo wyprodukowało serial anime, który emitowany był od października do grudnia 2021.

## Fabuła
Futaba Igarashi, drobna i zadziorna pracownica biurowa, którą często myli się z dzieckiem, nieustannie narzeka na swojego postawnego i hałaśliwego współpracownika, Harumiego Takedę. Jednak dla przyjaciół i współpracowników Futaby jasne jest, że skrycie żywi ona uczucia do Takedy, z którymi trudno jest się jej pogodzić.

## Bohaterowie
- Futaba Igarashi (jap. 五十嵐双葉 Igarashi Futaba)

Seiyū: Tomori Kusunoki 
Główna protagonistka. Jest młodą drobną pracownicą biurową o zielonych włosach i oczach. Ciągle denerwuje ją jej kolega z biura, Harumi Takeda, który traktuje ją jak dziecko ze względu na jej wygląd. Jednakże z czasem zaczyna żywić wobec niego romantyczne uczucia, ponieważ pomógł jej w awansie zawodowym i wielu sytuacjach życiowych.
- Harumi Takeda (jap. 武田晴海 Takeda Harumi)

Seiyū: Shunsuke Takeuchi 
Hałaśliwy pracownik biurowy o dużym wzroście, który często pomaga swoim współpracownikom, a zwłaszcza jego kōhai Igarashi. Jego ulubionym hobby jest drażnienie Igarashi poprzez czochranie jej włosów. Chociaż w przeszłości stwierdził, że ją lubi, nie jest jasne, czy żywi do niej jakiekolwiek romantyczne uczucia. Mimo to, spędza większość czasu w biurze i poza nim z Igarashi.
- Tōko Sakurai (jap. 桜井桃子 Sakurai Tōko)

Seiyū: Saori Hayami 
Najbardziej atrakcyjna kobieta w biurze i obiekt uczuć większości męskich współpracowników. Lubi Sōtę i często się z nim drażni, gdy ten jest zdenerwowany, jednak robi się zazdrosna, kiedy Sōta zadaje się z innymi kobietami. Ma młodszego brata Yūto.
- Sōta Kazama (jap. 風間蒼太 Kazama Sōta)

Seiyū: Reiō Tsuchida 
Współpracownik i dobry przyjaciel Takedy. Choć jest wiecznie stoicki, jest także w pewnym sensie hikikomori z zamiłowaniem do gier wideo i kobiet. Podkochuje się w Sakurai, dlatego denerwuje się, gdy ta jest w pobliżu.
- Natsumi Kurobe (jap. 黒部夏美 Kurobe Natsumi)

Seiyū: Reina Aoyama 
Przyjaciółka Igarashi z czasów gimnazjum, która troszczy się o swoich bliskich, mimo że lubi żarty. Dowiedziawszy się, że Igarashi lubi Takedę, postanawia jej pomóc, aby Takeda zaczął postrzegać ją w bardziej romantyczny sposób.
- Yūto Sakurai (jap. 桜井優人 Sakurai Yūto)

Seiyū: Yui Horie 
Nieśmiały młodszy brat Sakurai.
- Mona Tsukishiro (jap. 月城モナ Tsukishiro Mona)

Seiyū: Aoi Koga 
Współpracownica i przyjaciółka Tōko, która bardzo interesuje się kulturą rosyjską. Ma tendencję do przypadkowego pojawiania się obok ludzi, kiedy najmniej się tego spodziewają.
- Dziadek Futaby (jap. おじいちゃん Ojii-chan)

Seiyū: Akio Ōtsuka 
Nieznany z imienia dziadek Igarashi, który wychowywał ją do 13 roku życia. Choć wspiera jej pragnienie niezależności, jest nadopiekuńczy wobec swojej wnuczki i często zadaje sobie wiele trudu, by upewnić się, że wszystko z nią w porządku. Mimo że nie zgadzają się ze sobą, on i Takeda mają wiele wspólnego, dzieląc te same hobby i sprawność fizyczną. Jeździ również motocyklem.
- Kierownik działu (jap. 部長 Buchō)

Seiyū: Yutaka Aoyama 
Kierownik działu w Itomaki Shōji, który ceni swoich pracowników oraz zdrowe miejsce pracy.
- Oishi (jap. 大石)

Seiyū: Yūta Odagaki 
Jeden z dwóch najlepszych przyjaciół Kazamy z pracy. Ma tendencję do bycia nieśmiałym i umniejszania własnej wartości.
- Hijikata (jap. 土方)

Seiyū: Takayuki Kondō 
Drugi z dwóch najlepszych przyjaciół Kazamy z pracy. Jest zadurzony w Sakurai, jednakże ona nie jest tego świadoma ze względu na swoje uczucia wobec Kazamy.

## Manga
Seria ukazywała się od 2017 roku do 26 lipca 2024 w magazynie internetowym „Comic POOL” wydawnictwa Ichijinsha. W Ameryce Północnej manga wydawana jest przez Seven Seas Entertainment.
| Nr | Data wydania (język japoński) | ISBN (język japoński)  |
| -- | ----------------------------- | ---------------------- |
| 1  | 28 marca 2018                 | ISBN 978-4-75-800981-2 |
| 2  | 10 września 2018              | ISBN 978-4-75-800997-3 |
| 3  | 25 lutego 2019                | ISBN 978-4-75-802026-8 |
| 4  | 25 września 2019              | ISBN 978-4-75-802051-0 |
| 5  | 2 lipca 2020                  | ISBN 978-4-75-802093-0 |
| 6  | 25 listopada 2020             | ISBN 978-4-75-802175-3 |
| 7  | 28 kwietnia 2021              | ISBN 978-4-75-802230-9 |
| 8  | 28 września 2021              | ISBN 978-4-75-802292-7 |
| 9  | 25 maja 2022                  | ISBN 978-4-75-802385-6 |
| 10 | 26 grudnia 2022               | ISBN 978-4-75-802469-3 |
| 11 | 25 lipca 2023                 | ISBN 978-4-75-802552-2 |
| 12 | 24 maja 2024                  | ISBN 978-4-75-802673-4 |

## Anime
1 lipca 2020 ogłoszono, że studio Doga Kobo wyprodukuje adaptację anime w oparciu o mangę. Serial został wyreżyserowany przez Ryotę Itō, scenariusz napisała Yoshimi Narita, postacie zaprojektował Shigemitsu Abe, muzykę zaś skomponował Hiroaki Tsutsumi. Seria była emitowana od 10 października do 26 grudnia 2021 w stacjach Tokyo MX, BS11, GYT, HTB, Animax i TUF. Tomori Kusunoki, Saori Hayami, Reina Aoyama i Aoi Koga wykonały motyw otwierający zatytułowany „Annoying! San-san Week!”, podczas gdy motyw końcowy, „Niji ga kakaru made no hanashi”, wykonała Yui Horie. Prawa do emisji poza Azją nabyło Funimation. Po przejęciu Crunchyroll przez Sony seria została przeniesiona do tegoż serwisu.

### Lista odcinków
| №  | Tytuł                                                                             | Premiera             |
| -- | --------------------------------------------------------------------------------- | -------------------- |
| 1  | Each Other’s Stride Otagai no hohaba (お互いの歩幅)                               | 10 października 2021 |
| 2  | Udon with the Occasional Full Moon Udon, tokidoki mangetsu (うどん、ときどき満月) | 17 października 2021 |
| 3  | And Then, It’s Christmas Soshite kurisumasu (そしてクリスマス)                    | 24 października 2021 |
| 4  | Someone Who’ll Be By Your Side Soba ni itekureru hito (そばにいてくれる人)        | 31 października 2021 |
| 5  | Valentine Symphony Barentain kōkyōkyoku (バレンタイン交響曲)                      | 7 listopada 2021     |
| 6  | Grandpa Hearts Futaba Futaba daisuki ojii-chan (双葉大好きおじいちゃん)           | 14 listopada 2021    |
| 7  | Here and Now Ima, koko de (いま、ここで)                                          | 21 listopada 2021    |
| 8  | Everyone’s Holidays Sorezore no kyūjitsu (それぞれの休日)                         | 28 listopada 2021    |
| 9  | A Light-Hearted Summer Vacation Ukiuki natsuyasumi (ウキウキ夏休み)               | 5 grudnia 2021       |
| 10 | Autumn, or Ordinary Days Aki, aruiwa nichijō no hibi (秋、あるいは日常の日々)     | 12 grudnia 2021      |
| 11 | The Seasons Come and Go Meguru kisetsu (めぐる季節)                               | 19 grudnia 2021      |
| 12 | My Senpai Is Annoying Senpai ga uzai kōhai no hanashi (先輩がうざい後輩の話)      | 26 grudnia 2021      |

## Odbiór
W 2018 roku seria zdobyła nagrodę Next Manga Award w kategorii manga internetowa.